# Jed Altschwager
Jed Altschwager, né le 12 septembre 1986, est un rameur d'aviron handisport australienne, champion paralympiques à Paris en 2024.